# 新田町 (盛岡市)
新田町（しんでんちょう）は、岩手県盛岡市の地名。丁番は持たない単独町名である。住居表示実施済み区域。郵便番号は020-0042。

## 地理
岩手県盛岡市南西部に位置する。
域内は住宅地が多くを占めており、駅はないものの、町内を田沢湖線（秋田新幹線）が通過する他、夕顔瀬町との境界をIGRいわて銀河鉄道いわて銀河鉄道線が通過する。

## 歴史
江戸時代は現在の新田町の周辺地域、即ち岩手郡下厨川村字堂の前、木伏、下田、三十軒等の雫石街道沿いの地域を新出町（新田町や夕顔瀬組町とも）と称した｡新出町は1765年（明和2年）に北上川に土橋の夕顔瀬橋が架橋されて以降、雫石街道の盛岡城下への入口として軍事的な要地となった為、夕顔瀬橋の橋詰の同街道沿い4町半程に築かれた足軽組町であった｡1868年(慶応4年)の下厨川村絵図面には新田組丁とあり、字地として堂ノ前、木伏が見える｡なお、新田町の名で下厨川村の字名となったのは、明治時代に入ってからとされる。

　1889年（明治22年）4月1日、町村制施行により南岩手郡厨川村が発足し、その一部となった。現在の新田町は、1913年（大正2年）6月10日、編入合併により盛岡市の一部となった後、1965年（昭和40年）に盛岡市三ツ屋、三十軒、下田の各一部に住居表示を実施し成立したもので、IGRいわて銀河鉄道いわて銀河鉄道線を境に西側の、盛岡駅西通一丁目、城西町、境田町に囲まれた区域となっている｡

### 由来
明治時代の下厨川村の字名から。

## 世帯数と人口
2023年（令和5年）11月30日現在の世帯数と人口は以下の通りである。
| 大字・丁目 | 世帯数  | 人口   |
| ---------- | ------- | ------ |
| 新田町     | 695世帯 | 1227人 |

## 交通

### 鉄道
域内に鉄道駅は存在しない。盛岡駅が最寄り駅となる。

### 道路
- 岩手県道・秋田県道1号盛岡横手線

## 施設
- くりやがわ保育園
- 新田町幼児公園

### 書籍
- 「角川日本地名大辞典」編纂委員会 編『角川日本地名大辞典 3 岩手県』角川書店、1985年。ISBN 4-04-001030-2。